# Meitō "Isekai no Yu" Kaitaku-ki
Meitō "Isekai no Yu" Kaitaku-ki (名湯『異世界の湯』開拓記～アラフォー温泉マニアの転生先は、のんびり温泉天国でした～ Meitō "Isekai no Yu" Kaitaku-ki: AraFō Onsen Mania Tensei-saki wa, Nonbiri Onsen Tengoku Deshita?) es una serie de novelas ligeras japonesas escritas por Konao Menrui e ilustradas por Yoshitake. La serie comenzó a serializarse en línea en septiembre de 2019 en el sitio web de publicación de novelas generadas por usuarios de Hobby Japan, Novel Up Plus. Posteriormente fue publicado por Hobby Japan con tres volúmenes desde agosto de 2021 bajo su sello HJ Novels. Una adaptación a manga con arte de Masahito Sasaki se serializó en línea a través del sitio web Comic Fire de Hobby Japan desde noviembre de 2021 hasta diciembre de 2023 y se recopiló en dos volúmenes de tankōbon. Una adaptación corta de la serie de televisión de anime producida por BloomZ y Wolfsbane se emitió de enero a marzo de 2024.

## Sinopsis
Kōzō Yukawa es un ávido entusiasta de las aguas termales. Mientras busca una fuente termal en las montañas, se cae por un acantilado y muere. Un espíritu de Inari lo reencarna en un mundo de fantasía. Manteniendo su pasión, rápidamente encuentra una fuente termal y atrae a varias damas, incluida la mensajera de Inari, Mayudama, y algunos elfos, para que se bañen con él.

## Personajes
Kōzō Yukawa (湯川好蔵 Yukawa Kōzō?)
 Seiyū: Shōhei Tokiwa
Mayudama (繭玉?)
 Seiyū: Marie Miyake
Ririumu (リリウム?)
 Seiyū: Ria Koito
Ōhendeku (オーヘンデック?)
 Seiyū: Kyōko Kuramoto
Ruirui (ルイルイ?)
 Seiyū: Akari Miyazaki
Komachi (小町?)
 Seiyū: Mariko Miyase

## Contenido de la obra

### Manga
Una adaptación de manga ilustrada por Masahito Sasaki se publicó en serie en el sitio web de manga Comic Fire de Hobby Japan del 19 de noviembre de 2021 al 25 de diciembre de 2023. Sus capítulos se recopilaron en dos volúmenes de tankōbon desde agosto de 2022 hasta diciembre de 2023.

### Anime
El 26 de noviembre de 2023 se anunció una adaptación corta de la serie de televisión de anime. La serie está producida por BloomZ y Wolfsbane y dirigida por Tomonori Mine, con Yōhei Kashii escribiendo los guiones de la serie, Minori Homura a cargo de los diseños de personajes y YAB EntertainMent acreditado por la música y producción. Se emitió en Tokyo MX y BS Fuji del 12 de enero al 29 de marzo de 2024, y el servicio AnimeFesta transmitió una versión explícita y "sin vapor" del anime. El tema principal de la serie "Baby love! Baby please!" es realizado por GuilDrops. REMOW obtuvo la licencia de la serie en América Latina y la transmitió en Amazon Prime Video y Anime Onegai.